# Кінно-механізована група генерал-лейтенанта Костенко
Кінно-механізована група генерал-лейтенанта Костенко (рос. Конно-механизированная группа генерал-лейтенанта Ф. Я. Костенко) — тимчасове оперативно-тактичне об'єднання сухопутних військ Червоної армії для вирішення завдань по розвитку прориву у Єлецькій фронтовій наступальній операції в ході контрнаступу під Москвою.

## Історія
Кінно-механізована група генерал-лейтенанта Ф. Я. Костенко (також мала назву Фронтова оперативна група генерал-лейтенанта Костенко) булу утворена 28 листопада 1941 року у складі військ Південно-Західного фронту. Кінно-механізована група створювалася для проведення Єлецької наступальної операції, що проводилася в ході стратегічного зимового контрнаступу Червоної армії під Москвою. Формування здійснювалося за рахунок резервів Південно-Західного фронту, до складу групи увійшли 5-й кавалерійський корпус (генерал-майор Крючонкін В. Д.; 3-тя і 14-та кавалерійські дивізії), а також 1-ша гв. стрілецька дивізія, 129-та танкова бригада та 34-та мотострілецька бригада й інші допоміжні частини.
За задумом командувача Південно-Західним фронтом маршала Радянського Союзу Тимошенка С. К. планувалося нанесення двох ударів: головного — силами фронтової оперативної групи генерал-лейтенанта Ф. Я. Костенка на Лівни та допоміжний — ударною групою 13-ї армії генерала Городнянського А. М. в обхід Єльця з північного заходу. Активними діями визначених формувань планувалося оточити та знищити підрозділи XXXIV командування особливого призначення 2-ї польової армії генерала Р. Шмідта, яка перейшла до оборони проти лівого крила Західного фронту.

### Участь у битвах
25 листопада 1941 року група почала зосередження ще в районі Тербуни (50 — 60 км на південь від Єльця).
7 грудня лівофлангові з'єднання групи Костенко (5-й кавалерійський корпус) перейшли в наступ, але відразу наразилися на наполегливий опір частин 95-ї піхотної дивізії і за день бою просунулися всього на 2 — 4 км. Одночасно правофлангова 1-ша гвардійська стрілецька дивізія, удар якої припав у найслабкіше місце в обороні противника, просунулася на 5 — 15 км. У наступні дні частини кінно-механізованої групи фронту, долаючи опір німецьких військ, успішно розвивали наступ у північному напрямку.
8 грудня кавалерійський корпус з боями просунувся до 10 км, 9 грудня — до 12, а 10 грудня — на 20 км. Група Костенко була посилена 34-ю мотострілецькою бригадою полковника А. А. Шамшина, яка була відразу ж кинута на вістрі наступу. До середини 10 грудня частини групи Костенко перерізали головну комунікацію XXXIV командування генерала артилерії Рудольфа Кемпфе — дорогу Лівни — Єлець. 1-ша гвардійська стрілецька дивізія встала фронтом на схід на шляху відходу німецьких військ на захід. Одночасно було розпочато наступ 13-ї армії на Єлець з фронту, який був залишений противником 9 грудня. Почався загальний відхід німецького XXXIV командування на захід. 10 грудня війська 13-ї армії перейшли до переслідування противника на всьому фронті.
11 грудня командувач Південно-Західним фронтом наказав 13-ій армії збільшити темп наступу і до кінця 13 грудня вийти на рубіж Верхів'я — Лівни, з'єднатися з рухомою групою фронту та в такій спосіб замкнути кільце оточення навколо частин 45-ї генерал-лейтенанта Шліпера та 134-ї генерал-лейтенанта фон Кохенгаузена піхотних дивізій корпусу Меца.
Прорив кінно-механізованої групи Костенко до Лівни спонукав німецьке командування відходити не на захід, а на північний захід — там ще залишався 25-кілометровий розрив між двома рухомими групами. Щоб перешкодити XXXIV командуванню вирватися з наміченого «котла», групі Москаленко було наказано наступати не в південно-західному, а в західному напрямку.
12 грудня кавалерійський корпус Крючонкіна захопив Розсошне і Шатілове — села на північний захід від Єльця. Тим самим була перехоплена залізниця Єлець — Орел. Але, під натиском німецьких піхотних частин, що проривалися з оточення, кавалерійський корпус Крючонкіна був змушений був відступити з Розсошного та Шатилова і зайняти оборону на захід від них. Група Москаленко тим часом загрузла в боях за Ізмалково — ще одне село на трасі Єлець — Орел. Кільце оточення навколо XXXIV командування залишалося розімкненим.
Проте, вже 12 грудня Гальдер вважав його дивізії розгромленими: «134-та і 45-та піхотні дивізії взагалі більше не боєздатні. Постачання відсутнє. Командування військ на ділянці фронту між Тулою і Курськом зазнало повного краху».

14 грудня замкнулося кільце оточення, коли обидві рухомі групи радянських військ вийшли на зустріч. До вечора цього ж дня була зроблена остання спроба прориву з оточення 134-ї піхотної дивізії. У ніч на 15 грудня застрелився її командир генерал-лейтенант Конрад фон Кохенгаузен.
До 14 грудня утворився «котел» був гранично обжатий з усіх боків і прострілювався вже не тільки артилерією, а й стрілецькою зброєю. Протягом 15 грудня оточені частини двох німецьких дивізій були роздроблені на декілька частин, а 16 грудня знищені.